# Honvéd Budapest
Der Budapest Honvéd FC ist ein ungarischer Sportverein aus dem Stadtteil Kispest, dem XIX. Bezirk im Südosten der Hauptstadt Budapest, der 1909 als Kispesti AC gegründet wurde. Am bekanntesten ist die Fußballabteilung, der zahlreiche Spieler des Goldenen Teams, der famosen ungarischen Nationalmannschaft der 1950er, angehörten. Mit 14 Meisterschaften und acht Pokalsiegen zählt Honvéd zu den großen Traditionsvereinen des Landes. Die Heimspielstätte der Fußballmannschaft ist das nach dem großen Helden des Vereins, József Bozsik, benannte Bozsik Aréna, welche nach einem Umbau von 2019 bis 2021 insgesamt 8.200 Zuschauer fasst. Die Vereinsfarben sind Rot und Schwarz.
Zahlreiche Unterabteilungen des Vereins haben ebenso auf sich aufmerksam gemacht. Besondere Bedeutung haben dabei die Hand-, Volley- und Wasserballer sowie die Basketballspieler und die Ringer. Die Schachabteilung wurde zwischen 1969 und 1998 insgesamt 17-mal ungarischer Mannschaftsmeister, 1988, 1993 und 1995 Zweiter im Europapokal und veranstaltete in dieser Zeit Großmeister-Turniere.

## Die Vereinsgeschichte

### Kispest AC – die frühen Jahre
Am 10. August 1908 wurde der Verein durch den Lehrer Bálint Varga als Kispesti Athlétikai Club gegründet. Die Mitglieder konnten sich aber erst am 3. August 1909 auf die Vereinsstatuten einigen. Dieses Datum gilt heute als offizielles Gründungsdatum. Die Heimat des Vereines ist Kispest. Der heutige XIX. Bezirk im Südosten von Budapest war in jener Zeit noch ein eigenständiger Ort vor den Toren der Stadt.
Weitere Sportarten in jener Zeit waren Fechten, Radsport, Turnen, Ringen, Leichtathletik, Boxen und Tennis. In späteren Jahren sollten noch Hand-, Basket- und Wasserball nachfolgen und dem Verein zahlreiche Erfolge bescheren.
Im Rahmen der Professionalisierung des Fußballs spalteten sich 1926 die Kicker als Kispest Football Club vom Stammverein ab und konnten im selben Jahr mit dem Pokalgewinn ihren ersten größeren Erfolg feiern.
In den 1930er Jahren gehörten Rezső Rozgonyi und Rezső Somlai – die Ungarn bei der Fußball-Weltmeisterschaft 1934 vertraten – ebenso zu den Größen des Vereins wie Ferenc Puskás senior, der Vater des legendären Ferenc Puskás und Trainer des Vereines in den 1940er Jahren.
1944 kam es zur Wiedervereinigung der Fußballer mit dem Stammverein Kispesti AC unter dessen Vereinsnamen.

### Budapest Honvéd – Goldene Ära in den 1950er Jahren
1943 debütierten sowohl Ferenc Puskás als auch József Bozsik bei den Schwarz-Roten. Zwischen 1947 und 1948 trainierte der legendäre Béla Guttmann die Mannschaft.
Den Anbruch der großen Zeit des Klubs markierte aber das Jahr 1949, als das Verteidigungsministerium des nunmehr kommunistischen Staates den Verein zum Armeeklub umfunktionierte. Dahinter stand der Nationaltrainer Gusztáv Sebes, der auch das Amt des stellvertretenden Verteidigungsministers innehatte. Die Inspiration von Sebes kam vom österreichischen Wunderteam der 1930er und der italienischen Fußballnationalmannschaft, die im selben Jahrzehnt zweimal Weltmeister wurde. Beide Mannschaften basierten auf Spielern, die vornehmlich von nur ein oder zwei großen Vereinen rekrutiert wurden.
Kispest war nunmehr in Budapest eingemeindet und erhielt den neuen Namen Budapest Honvéd SE. Der Namensbestandteil Honvéd bezieht sich dabei auf den Namen der Ungarischen Armee, Honvédség, und bedeutet so viel wie Landesverteidiger, was auch eine gebräuchliche Bezeichnung für einen Gefreiten ist. SE ist wiederum die übliche Abkürzung für Sportverein.

### UngarnsGoldene Mannschaft
Das Recht der Armee zur Konskription erlaubte es Sándor Kocsis, Zoltán Czibor und László Budai von Ferencvárosi TC, Gyula Lóránt vom Vasas SC und den Torhüter Gyula Grosics zum Verein zu delegieren, welcher somit das Rückgrat der Nationalmannschaft, dem Goldenen Team, welches die Fußballwelt der ersten Hälfte der 1950er Jahre so dominierte, bildete.
Honvéd gewann in der ersten Hälfte der 1950er gleich fünf Meisterschaften und wurde in ganz Europa in der Ära vor der Einführung der Europapokalwettbewerbe zu einem begehrten Privatspielpartner. 1956 nahm der Klub am Europapokal der Meistervereine teil, und nach dem Erstrundenhinspiel bei Athletic Bilbao, das mit 2:3 verloren ging, nahm der Aufstand von 1956 seinen Anfang. Die Spieler entschlossen sich, nicht nach Ungarn zurückzukehren und das Rückspiel wurde im Heysel-Stadion von Brüssel ausgetragen. Schon früh verletzte sich dort Torwart Lajos Faragó und Linksaußen Zoltán Czibor übernahm seine Position zwischen den Pfosten (38. Minute). Das Spiel endete 3:3 und die Ungarn schieden aus dem Wettbewerb aus.
Anschließend weigerten sich die Spieler nach Ungarn zurückzukehren und viele riefen ihre Familien zu sich in den Westen. Der vormalige Honvéd Trainer Guttmann übernahm einstweilen das Training und organisierte auch eine Tour durch Italien, Portugal und Spanien, um die Spieler finanziell über Wasser zu halten. In jener Zeit schlug die Honvéd-Mannschaft ein Angebot Mexikos aus, welches politisches Asyl und einen Startplatz in der dortigen Liga versprach. Stattdessen nahm die Mannschaft an einem Turnier in Rio de Janeiro mit den Mannschaften von Flamengo Rio de Janeiro und Botafogo FR teil. Guttmann blieb in Brasilien und wurde einstweilen erfolgreicher Coach des FC São Paulo.
Mittlerweile schloss die FIFA die Mannschaft von jeglichem Spielbetrieb aus und untersagte die Verwendung des Namens Honvéd. Schließlich kehrten József Bozsik, László Budai, Gyula Lóránt und Gyula Grosics nach Ungarn zurück, während andere Spieler wie Zoltán Czibor, Sándor Kocsis und Ferenc Puskás ihr Glück im Westen versuchten und oft auch fanden.
Nach diesen Ereignissen war der Verein erheblich geschwächt und entging 1957 dem Abstieg nur, weil der Verband die Liga aufstockte. Neue Erfolge stellten sich nur spärlich ein. Mit aufstrebenden Spielern wie Lajos Tichy und Lajos Kocsis wurde der Mitropapokal von 1959 und der ungarische Pokal von 1964 gewonnen.

### Neue Erfolge in den 1980er Jahren
Nach einem Vierteljahrhundert Unterbrechung gewann Honvéd erst 1980 unter dem nunmehrigen Trainer Lajos Tichy wieder eine nationale Meisterschaft. Bis einschließlich 1996 gewann der Verein mit Spielern wie Imre Garaba, Kálmán Kovács, Lajos Détári, János Mátyus, Béla Illés, Gábor Halmai und István Vincze insgesamt sieben Meisterschaften sowie dreimal den Pokal, inklusive der Doubles von 1985 und 1989.
Nach dem Ende der kommunistischen Ära in Ungarn benannte sich der Verein 1991 in Anlehnung an die Zeit vor der Übernahme durch das Verteidigungsministerium in Kispest Honvéd FC um. Erst langsam und am Ende sehr dramatisch setzte aber ein Niedergang ein, der 2003 in den erstmaligen Abstieg aus der ersten Liga mündete, wenngleich der in der Folgesaison ein umgehendes Comeback gelang. Die Firma Kispest Honvéd Sports Circle, welchen in jenen Jahren den Verein übernahm, wurde Opfer ihrer umstrittenen Finanzgebaren und ging 2004 in den Konkurs.

### Neugründung nach Konkurs (2004)
Nach der auf den Konkurs folgenden Auflösung von Kispest Honvéd wurde in der Nachfolge der Budapest Honvéd FC gegründet, welcher vom ungarischen Verband den Startplatz Kispests in der Nemzeti Bajnokság I, der ersten ungarischen Fußballliga, zugesprochen bekam. Der neue Club musste sich allerdings verpflichten, die alten Steuerschulden von Kispest Honvéd zu übernehmen. 2007 stellte sich nach über einem Jahrzehnt mit dem Pokalgewinn auch wieder mal ein sportlicher Erfolg ein, allerdings schied Honvéd im folgenden UEFA-Pokalwettbewerb bereits in der Qualifikation gegen den Hamburger SV aus. 2017 wurde Honvéd wieder ungarischer Fußballmeister, 24 Jahre nach dem letzten Titelgewinn. In der Saison 2022/23 erfolgte der Abstieg in die Nemzeti Bajnokság II, der zweithöchsten Spielklasse im ungarischen Fußball, in der der Verein seitdem spielt (Stand: Saison 2025/26).

### Bekannte Spieler
- Pascal Borel
- József Bozsik
- László Budai
- Zoltán Czibor
- Ayub Daud
- Lajos Détári
- Gábor Egressy
- Imre Garaba
- Gyula Grosics
- Gábor Halmai
- Miklós Herczeg
- Béla Illés
- Lajos Kocsis
- Sándor Kocsis
- Antal Kotász
- Kálmán Kovács
- Gyula Lóránt
- István Nyers
- Ferenc Machos
- János Mátyus
- Emil Östreicher
- Vasile Miriuță
- Gábor Pölöskei
- Ferenc Puskás senior
- Ferenc Puskás
- Rezső Rozgonyi
- Rezső Somlai
- Lajos Tichy
- Sándor Torghelle
- István Vincze
- Krisztián Vadócz
- Gábor Sikesdi
- Änis Ben-Hatira

### Bekannte Trainer
- Ferenc Puskás senior:194x–1947, 1948–1951
- Béla Guttmann: 1947–1948, 1957
- Jenő Kalmár: 1952–1956
- Gyula Lóránt: 1962–1963
- József Bozsik: 1966–1967
- Lajos Tichy: 1976–1982
- Imre Komora: 1982–1986, 1987, 1997–1998, 1999
- Martti Kuusela: 1992–1994
- Lajos Détári: 2002
- Ioan Pătrașcu: 2002
- Pietro Vierchowod: 2014
- Jasper Muijnck: 2014
- Aldo Dolcetti: 2005–2007

## Erfolge

### Fußball
- Ungarische Meisterschaft (14): 1949/50, 1950, 1952, 1954, 1955, 1980, 1984, 1985, 1986, 1988, 1989, 1991, 1993, 2017
- Ungarischer Pokalsieger (8): 1926, 1964, 1985, 1989, 1996, 2007, 2009, 2020
- Mitropapokal: 1959

### Handball
- Ungarischer Meister 
  - 1952, 1963, 1964, 1965, 1966, 1967, 1968, 1972, 1976, 1977, 1980, 1981, 1982, 1983
- Ungarischer Pokalsieger
  - 1952, 1964, 1967, 1968, 1971, 1972, 1983
- Europapokal der Landesmeister
  - Sieger: 1982
  - Finalist: 1966
- EHF Champions Trophy: Finalist 1982

### Volleyball
- Ungarische Meisterschaft (6): 1964, 1965, 1966, 1967, 1980, 1981
- Ungarischer Pokalsieger (5): 1963, 1965, 1966, 1967, 1968

### Wasserball
- Euroleague
  - Sieger: 2004
  - Finalist: 2002, 2003, 2005
- Ungarischer Meister (5): 2001, 2002, 2003, 2004, 2005
- Ungarischer Pokal (6): 1953, 1954, 1958, 1959, 1979, 1999

## Weitere bekannte Sportler

### Kajak und Kanu
- István Beé, mehrfacher Weltmeister
- Bence Dombvári, Vizeweltmeister
- Gábor Horváth, zweifacher Olympiasieger, mehrfacher Weltmeister
- Roland Kökény, Weltmeister
- Ferenc Novák, Olympiasieger 2000, mehrfacher Weltmeister
- Botond Storcz, dreifacher Olympiasieger (2000, 2004)
- Ákos Vereckei, zweifacher Olympiasieger (2000, 2004), mehrfacher Weltmeister

### Ringen
- János Varga, Ringer, Olympiasieger 1968